# Rückschlag (Monschau)
Rückschlag ist ein Gehöft nahe dem Monschauer Stadtteil Konzen in der Städteregion Aachen, Nordrhein-Westfalen auf ca. 550 m ü. NHN.
Das lediglich 1,5 ha große Gebiet ist die kleinste der fünf de-jure-Exklaven Deutschlands und von belgischem Staatsgebiet umgeben. Die Exklave entstand durch den Verlauf der Vennbahn, dem heutigen Vennbahnradweg, die sich unmittelbar neben Rückschlag befindet und deren Trasse belgisches Hoheitsgebiet ist. Zum Stadtgebiet von Monschau gehören ferner Mützenich und Ruitzhof zu exterritorialem deutschen Gebiet, sowie weiter nördlich davon die Exklaven Roetgen/Lammersdorf und Münsterbildchen als Teile der Ortschaften Roetgen und Lammersdorf.
Am 1. Januar 1972 kam Rückschlag durch das Aachen-Gesetz zusammen mit der Gemeinde Konzen zu Monschau.
Das Gebäude, ein im ortstypischen Fachwerkstil erstellter Winkelbau, wurde laut Hausinschrift in der Giebelfassade im Jahr 1877 erbaut. Es befindet sich, wie laut Kaufvertrag das gesamte Grundstück, seit 1929 im Besitz der Familie Call. Die Adresse des Gebäudes ist Auf Aderich 33.